# Nicolas François Delesaulx
Nicolas François Delesaulx est un homme politique français né en 1758 à Cambrai (Nord) et décédé le 5 juin 1826 à Douai (Nord).
Greffier du tribunal de commerce de Cambrai, il est élu député du Nord au Conseil des Cinq-Cents le 23 germinal an V. Favorable au coup d'État du 18 Brumaire, il devient juge au tribunal d'appel de Douai. Il devient conseiller à la cour royale de Douai en 1816.

## Sources
- « Nicolas François Delesaulx », dans Adolphe Robert et Gaston Cougny, Dictionnaire des parlementaires français, Edgar Bourloton, 1889-1891 [détail de l’édition]